# Huangfu Mi
En aquest nom xinès, el cognom és Huangfu.

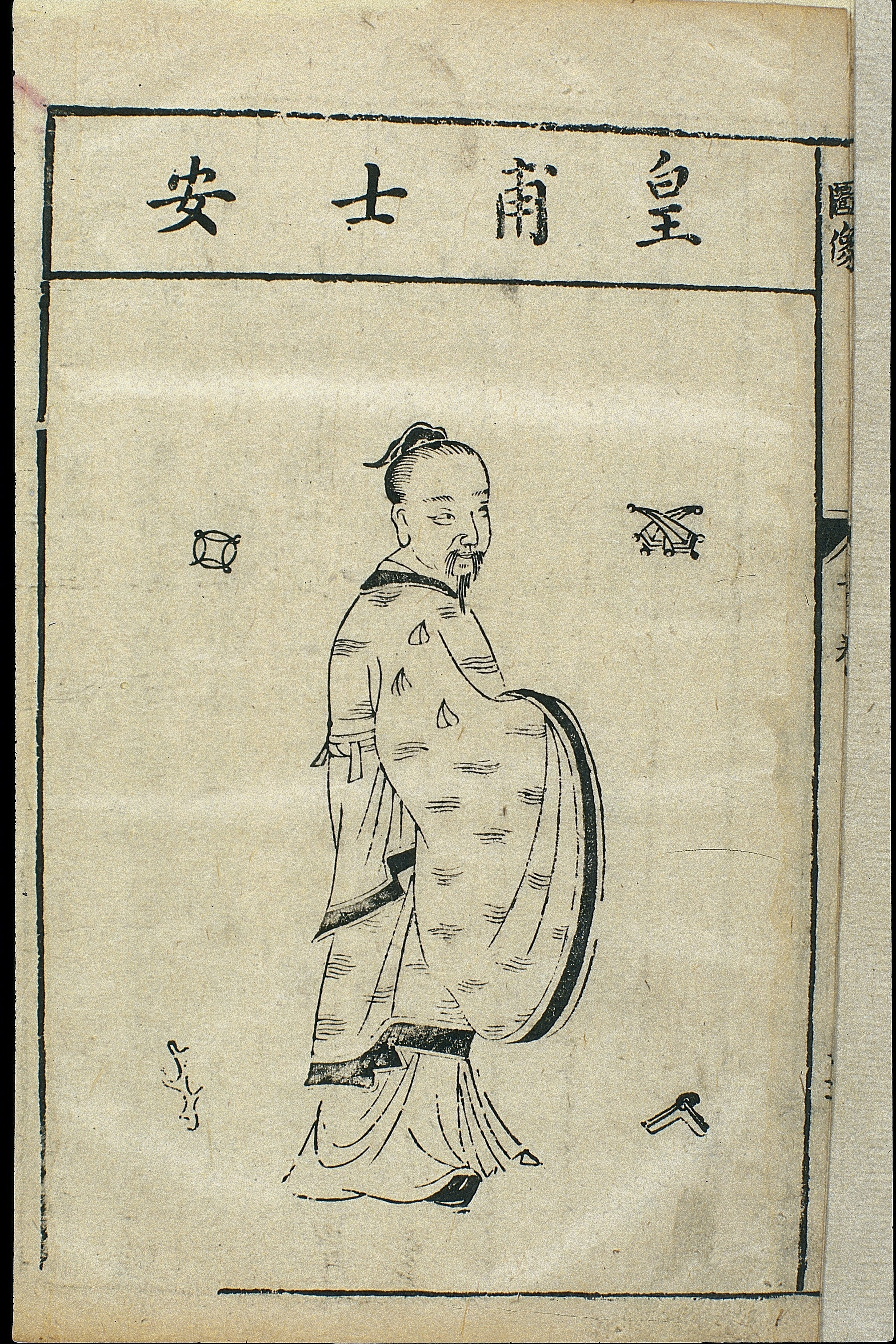
Gravat xinès en fusta, famoses figures mèdiques; Huangfu Mi, L0039322

Huangfu Mi (215–282) fou un erudit i metge xinès durant els períodes tardans de la dinastia Han Oriental, Tres Regnes i Jin occidental de la història de la Xina. Va néixer en una família pobra de l'agricultura en l'actual província de Gansu. Entre el 256 i el 260, cap al final de l'estat de Cao Wei, va compilar el Cànon de l'acupuntura i la moxa (xinès tradicional: 針灸甲乙經, xinès simplificat: 针灸甲乙经, pinyin: Zhēnjiŭ jiăyĭ jīng, Wade-Giles: Chen1-chiu3 chia3-i3 ching1), una col·lecció de diversos textos sobre acupuntura escrit en períodes anteriors. Aquest llibre en 12 volums, dividit en 128 capítols, va ser una de les obres sistemàtiques més primerenques sobre l'acupuntura i la moxa, i va resultar ser-ne un dels més influents. Huangfu Mi també va compilar deu llibres en una sèrie anomenada registres d'emperadors i reis (xinès tradicional: 帝王世紀, pinyin: Dìwáng shìjì).